# Amiga 500 Plus
Der Amiga 500 Plus, kurz A500 Plus oder A500+, war eine neuere Variante des Heimcomputers Amiga 500 von Commodore.
Er ist mit doppelt so viel Arbeitsspeicher (1 MByte) und dem neueren Enhanced Chip Set (ECS) statt des Original Chip Set (OCS) ausgestattet. Der Amiga 500 Plus wurde von Beginn an mit Kickstart Version 2.04 ausgeliefert. Dieses Betriebssystem war zwar technisch ein großer Schritt nach vorne, hatte aber den Nachteil, dass viele bisherige Programme nicht mehr funktionierten, wenn bzw. weil sie direkt – das API missachtend – auf Kickstart-Routinen zugriffen, deren Struktur sich nun geändert hatte. Betroffen waren hier insbesondere Spiele. Sehr bald kamen deshalb Hardware-Erweiterungen auf den Markt, die es erlaubten, zwischen Kickstart 1.3 und 2.0 zu wechseln. Der Amiga 500 Plus fand im Amiga 600 eine wenig erfolgreiche Fortsetzung.

## Technische Details
- Motorola 68000 CPU mit 7,09 MHz (PAL) bzw. 7,16 MHz (NTSC) wie der Amiga 500
- 1 MB Arbeitsspeicher
- Kickstart 2.04 (v37.175)
- Workbench 37.67 (release 2.04)
- Batteriegepufferte Echtzeituhr (Real Time Clock)
- ECS-Chipsatz mit neuer Version des Agnus (Adressierung)- und Denise-Chips (Grafikausgabe)